# Kara Lynn Joyce
Kara Lynn Joyce (New York, 25 oktober 1985) is een Amerikaanse voormalige zwemster. Joyce vertegenwoordigde haar vaderland op de Olympische Zomerspelen 2004 in Athene, op de Olympische Zomerspelen 2008 in Peking en op de Olympische Zomerspelen 2012 in Londen.

## Carrière
Joyce maakte haar internationale debuut op de Olympische Zomerspelen 2004 in Athene waar ze het zilver veroverde op de 4x100 meter vrije slag, dit deed zij samen met Natalie Coughlin, Amanda Weir en Jenny Thompson. Op de 4x100 meter wisselslag legde zij samen met Natalie Coughlin, Amanda Beard en Jenny Thompson beslag op de zilveren medaille. Individueel eindigde de Amerikaanse als vijfde op zowel de 50 als de 100 meter vrije slag. Twee maanden na de Spelen, op de wereldkampioenschappen kortebaanzwemmen 2004 in Indianapolis, veroverde Joyce samen met Amanda Weir, Lindsay Benko en Jenny Thompson de wereldtitel op de 4x100 meter vrije slag. Op de 4x100 meter wisselslag legde ze met haar ploeggenotes, Haley Cope, Tara Kirk en Jenny Thompson, beslag op het zilver. Individueel bereikte de Amerikaanse de vierde plaats op de 100 meter vrije slag en de zevende plaats op de 50 meter vrije slag.

### 2005-2008
Op de wereldkampioenschappen zwemmen 2005 in Montreal veroverde Joyce samen met Natalie Coughlin, Lacey Nymeyer en Amanda Weir de bronzen medaille op de 4x100 meter vrije slag. Op de 50 meter vrije slag eindigde de Amerikaanse als zevende.
Tijdens de Pan Pacific kampioenschappen zwemmen 2006 in Victoria veroverde Joyce de gouden medaille op de 50 meter vrije slag, op de 100 meter vrije slag eindigde de Amerikaanse als negende en op de 200 meter vrije slag strandde ze in de series. Op de 4x100 meter vrije slag veroverde ze samen met haar ploeggenotes, Weir, Coughlin en Nymeyer, het goud op de 4x100 meter vrije slag.
Op de wereldkampioenschappen zwemmen 2007 in Melbourne legde Joyce samen met Natalie Coughlin, Lacey Nymeyer en Amanda Weir beslag op de zilveren medaille op de 4x100 meter vrije slag. Op de 4x200 meter vrije slag zwom de Amerikaanse alleen in de series, maar doordat haar ploeggenotes de wereldtitel veroverden ontving de Amerikaanse voor deze inspanningen de gouden medaille. Op de 50 meter vrije slag eindigde Joyce als vijfde.
Op de Amerikaanse olympische trials in Omaha plaatste Joyce zich voor de Olympische Zomerspelen 2008 in Peking op de 4x100 meter vrije slag. Op de 50 meter vrije slag greep ze door een vierde plaats naast een individueel startbewijs. Maar nadat enkele weken later bekend werd dat de nummer twee van de trials, Jessica Hardy, positief was bevonden ontving Joyce haar startbewijs op de 50 meter vrije slag. Op de Spelen legde de Amerikaanse, samen met Natalie Coughlin, Lacey Nymeyer en Dara Torres, beslag op de zilveren medaille op de 4x100 meter vrije slag. Op de 50 meter vrije slag wist ze de zesde plaats te bereiken. Op de 4x100 meter wisselslag zwom ze samen met Margaret Hoelzer, Megan Jendrick en Elaine Breeden in de series naar de derde tijd. In de finale werd het kwartet vervangen door Natalie Coughlin, Rebecca Soni, Christine Magnuson en Dara Torres, dit viertal sleepte voor de Verenigde Staten het zilver in de wacht. Waardoor Joyce haar vierde zilveren olympische medaille in ontvangst mocht nemen.

### 2009-heden
Joyce wist zich niet te kwalificeren voor de wereldkampioenschappen zwemmen 2009 in Rome.
Tijdens de Pan Pacific kampioenschappen zwemmen 2010 in Irvine eindigde de Amerikaanse als negende op de 50 meter vrije slag, op de 100 meter vrije slag en de 50 meter vlinderslag strandde ze in de series. In Dubai nam Joyce deel aan de wereldkampioenschappen kortebaanzwemmen 2010. Op dit toernooi zwom ze samen met Katie Hoff, Amanda Weir en Jessica Hardy in de series van de 4x100 meter vrije slag, in de finale legden Hoff en Hardy samen met Natalie Coughlin en Dana Vollmer beslag op de zilveren medaille. Voor haar aandeel in de series ontving Joyce eveneens de zilveren medaille.
Op de wereldkampioenschappen zwemmen 2011 in Shanghai zwom de Amerikaanse samen met Amanda Weir, Missy Franklin en Jessica Hardy in de series van de 4x100 meter vrije slag, in de finale veroverden Franklin en Hardy samen met Natalie Coughlin en Dana Vollmer de zilveren medaille. Voor haar inspanningen in de series werd ze beloond met de zilveren medaille.
Tijdens de Olympische Zomerspelen van 2012 in Londen werd Joyce uitgeschakeld in de swim-off van de series 50 meter vrije slag. In de series eindigde ze samen met de Britse Amy Smith en de IJslandse Sarah Blake Bateman op de gedeelde zestiende plaats, waarna ze het in de swim-off af moest leggen tegen Smith.

## Internationale toernooien
| Jaar | Olympische Spelen                                                                      | WK langebaan                                                                           | WK kortebaan                                                                   | PanPacs                                                                       | Pan-Ams        |
| ---- | -------------------------------------------------------------------------------------- | -------------------------------------------------------------------------------------- | ------------------------------------------------------------------------------ | ----------------------------------------------------------------------------- | -------------- |
| 2003 |                                                                                        | geen deelname                                                                          |                                                                                |                                                                               | 50m vrije slag |
| 2004 | 5e 50m vrije slag · 5e 100m vrije slag · 4x100m vrije slag · 4x100m wisselslag         |                                                                                        | 7e 50m vrije slag · 4e 100m vrije slag · 4x100m vrije slag · 4x100m wisselslag |                                                                               |                |
| 2005 |                                                                                        | 7e 50m vrije slag · 4x100m vrije slag                                                  |                                                                                |                                                                               |                |
| 2006 |                                                                                        |                                                                                        | geen deelname                                                                  | 50m vrije slag · 9e 100m vrije slag · 23e 200m vrije slag · 4x100m vrije slag |                |
| 2007 |                                                                                        | 5e 50m vrije slag · 4x100m vrije slag · 4x200m vrije slag · Joyce zwom enkel de series |                                                                                |                                                                               | geen deelname  |
| 2008 | 6e 50m vrije slag · 4x100m vrije slag · 4x100m wisselslag · Joyce zwom enkel de series |                                                                                        | geen deelname                                                                  |                                                                               |                |
| 2009 |                                                                                        | geen deelname                                                                          |                                                                                |                                                                               |                |
| 2010 |                                                                                        |                                                                                        | 4x100m vrije slag · Joyce zwom enkel de series                                 | 9e 50m vrije slag serie 100m vrije slag serie 50m vlinderslag                 |                |
| 2011 |                                                                                        | 4x100m vrije slag · Joyce zwom enkel de series                                         |                                                                                |                                                                               | geen deelname  |
| 2012 | 17e 50m vrije slag                                                                     |                                                                                        | geen deelname                                                                  |                                                                               |                |

## Persoonlijke records

### Kortebaan
| Afstand         | Tijd    | Datum            | Plaats          |
| --------------- | ------- | ---------------- | --------------- |
| 50m vrije slag  | 24,21   | 18 maart 2004    | College Station |
| 100m vrije slag | 53,15   | 18 maart 2004    | College Station |
| 200m vrije slag | 1.56,15 | 15 november 2008 | Berlijn         |

### Langebaan
| Afstand         | Tijd    | Datum            | Plaats   |
| --------------- | ------- | ---------------- | -------- |
| 50m vrije slag  | 24,59   | 16 februari 2008 | Columbia |
| 100m vrije slag | 54,13   | 9 augustus 2008  | Peking   |
| 200m vrije slag | 1.58,66 | 1 juli 2008      | Omaha    |